# Ciborinia camelliae
Ciborinia camelliae är en svampart som beskrevs av L.M. Kohn 1979. Ciborinia camelliae ingår i släktet Ciborinia och familjen Sclerotiniaceae.   Inga underarter finns listade i Catalogue of Life.